# 137a Brigada Mixta (Exèrcit Popular de la República)
La 137a Brigada Mixta va ser una unitat de l'Exèrcit Popular de la República creada durant la Guerra Civil Espanyola. Participà en els combats dels fronts d'Aragó, front del Segre, batalla de l'Ebre i Ofensiva de Catalunya.

## Historial
La 137a Brigada Mixta es va crear el maig de 1937 com a reserva de l'Exèrcit de l'Est. En un primer moment el comandament de la unitat va recaure en el tinent coronel José Brinquis Moure que era comandant major del Regiment Alcántara nº 14 de guarnició a Barcelona. Es va incorporar a la 32a Divisió de l'XI Cos d'Exèrcit Republicà juntament amb la 141a i 142a Brigades Mixtes i a finals de juliol va ser enviada al Parc Samà de Cambrils (Tarragona) per tal de completar la seva instrucció. Els seus batallons passarien a numerar-se com el 545, 546, 547 i 548.
Front d'Aragó
En iniciar-se l'ofensiva franquista del mes de març de 1938 al front d'Aragó la 137a Brigada Mixta va rebre l'ordre de cobrir el marge esquerre del riu Ebre, a la localitat de Quinto, on forces de la 13a Divisió franquista del general Fernando Barrón Ortiz i la 5a Divisió de Navarra del general Juan Bautista Sánchez González van travessar el riu. Els combats en aquesta zona van ser tan intensos que la 137a Brigada Mixta va haver de retirar-se paulatinament pe la zona dels Monegros. El 25 de març es trobava a la població de Bujaraloz, ciutat que tampoc va poder defensar, i en la retirada es va reagrupar amb la seva 32a Divisió al poble de Montgai. També entre Preixens, Butsènit i les Ventoses.
Front del Segre
Un cop reagrupada, la 137a Brigada Mixta va acabar cobrint part de l'anomenat front del Segre però a la zona del Pirineu i amb combats per la zona propera a Tremp. A finals d'abril l'XI Cos d'Exèrcit on hi ha la 32a Divisió, a la vegada que les seves 137a, 141a i 142a Brigades Mixtes, es troba a la línia de la vall del Carreu, a Abellà de la Conca fins a la confluència del riu Noguera amb el Segre, prop de Camarasa. A principis de maig arriben a la zona del port de Comiols i el 10 de maig ja cobreixen una línia de trinxeres entre Isona i Sant Romà d'Abella, on durant els dies següents observen gran acumulació de forces republicanes entre Sant Salvador de Toló a Abellà de la Conca, Sant Romà, Basturs, Conques i Isona. Entre aquestes dates part de la 32a Divisió fa el relleu a les forces de la 31a Divisió ubicades a la zona de Benavent-Comiols i en direcció al poble de Bóixols. A partir del 22 de maig de 1938 es comencen a desfermar intensos atacs franquistes per la zona que cobreixen la 30a Divisió, 32a Divisió i 34a Divisió. Per la zona que cobreix la 142a Brigada Mixta de la 32a Divisió entre la vall de Carreu i Sant Corneli hi ha intensos combats, mentre que per la zona del Mont de Conques la 137a Brigada Mixta es troba també immersa amb intensos bombardejos d'aviació i artilleria, situació que dura més o menys fins al 30 de maig en què s'acaben les operacions rebels. Així doncs, mentre la 137a Brigada Mixta es trobava en aquesta front, i a conseqüència dels violents combats que hi comença a haver a la zona de la batalla de l'Ebre, un dels seus batallons, el 548, és activat per tal de participar-hi.
Batalla de l'Ebre
La nit del 24 al 25 de juliol comença la famosa batalla de l'Ebre, i tot i que en un primer moment no fan falta més unitats que recolzin i rellevin a les que estan lluitant, ben aviat es fa necessari desplaçar diferents Batallons de diferents Brigades Mixtes dels fronts del Segre i del Pirineu cap als llocs de l'Ebre on tan acarnissadament s'està lluitant. D'entre moltes altres, i per tal de no deixar descoberts la resta de fronts a Catalunya, en algunes Brigades es fa un sorteig a principis d'agost de 1938 en què s'agafa un Batalló de cada Brigada Mixta, i concretament de la 137a Brigada Mixta li toca al Batalló 548 anar a la batalla de l'Ebre a recolzar en els combats, mentre que els Batallons 545, 546 i 547 resten encara als sectors del Pirineu.
Ofensiva de Catalunya
La resta de la guerra va transcorre per la 137a Brigada Mixta als fronts estàtics com els del Noguera Pallaresa fins que, amb l'ofensiva de Catalunya, es va haver d'anar replegant fins a la frontera francesa.
El mitjà de comunicació de la 137a Brigada Mixta es deia "Camarada".